# دنیلسون کوردوبا
دنیلسون کوردوبا (اسپانیایی: Danilson Córdoba‎؛ زادهٔ ۶ سپتامبر ۱۹۸۶) بازیکن فوتبال اهل کلمبیا است.
از باشگاه‌هایی که در آن بازی کرده‌است می‌توان به باشگاه فوتبال کونسادول ساپورو، باشگاه فوتبال ناگویا گرامپوس، باشگاه فوتبال ناگویا گرامپوس و باشگاه فوتبال آویسپا فوکوئوکا اشاره کرد.